# Campeonato Soviético de Xadrez de 1965
O Campeonato Soviético de Xadrez de 1965 foi a 33ª edição do Campeonato de xadrez da URSS, realizado em Tallin, de 24 de novembro a 25 de dezembro de 1965. A competição foi vencida por Leonid Stein. Semifinais ocorreram nas cidades de Leningrad e Omsk.

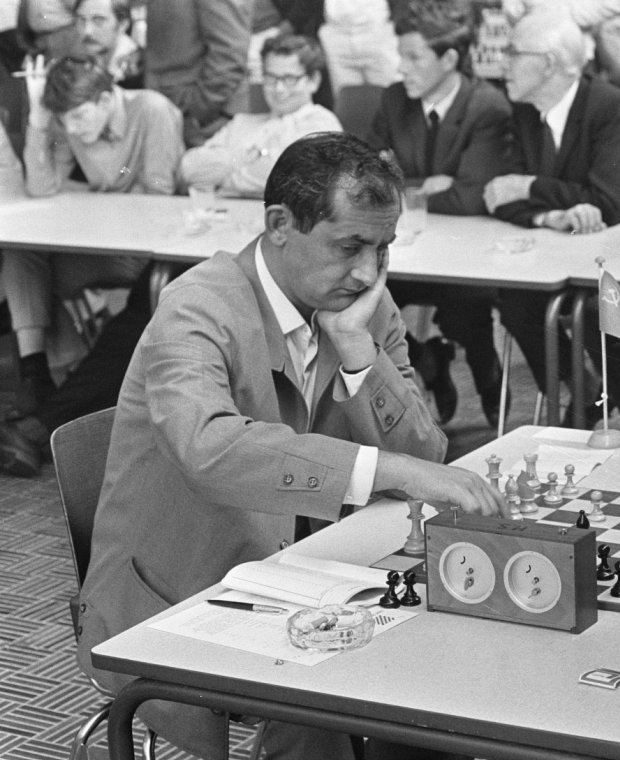
Leonid Stein

## Tabela e resultados
| N° | Jogador             | 1 | 2 | 3 | 4 | 5 | 6 | 7 | 8 | 9 | 10 | 11 | 12 | 13 | 14 | 15 | 16 | 17 | 18 | 19 | 20 | Total |
| -- | ------------------- | - | - | - | - | - | - | - | - | - | -- | -- | -- | -- | -- | -- | -- | -- | -- | -- | -- | ----- |
| 1  | Leonid Stein        | - | 1 | ½ | ½ | ½ | ½ | 0 | 1 | ½ | ½  | ½  | 1  | 1  | 1  | 1  | 1  | 1  | 1  | ½  | 1  | 14    |
| 2  | Lev Polugaevsky     | 0 | - | ½ | 1 | ½ | ½ | ½ | ½ | 1 | ½  | 1  | 1  | 1  | 1  | ½  | ½  | ½  | 1  | 1  | 1  | 13½   |
| 3  | Mark Taimanov       | ½ | ½ | - | 0 | ½ | 1 | 1 | ½ | 1 | 1  | ½  | 1  | 1  | 0  | 1  | ½  | ½  | ½  | 1  | 1  | 13    |
| 4  | Semyon Furman       | ½ | 0 | 1 | - | 0 | ½ | 0 | ½ | ½ | 1  | ½  | 1  | 1  | 1  | 1  | 1  | ½  | ½  | 1  | 0  | 11½   |
| 5  | Alexey Suetin       | ½ | ½ | ½ | 1 | - | 0 | ½ | ½ | ½ | ½  | 1  | ½  | ½  | ½  | 0  | 1  | 1  | 1  | ½  | 1  | 11½   |
| 6  | Paul Keres          | ½ | ½ | 0 | ½ | 1 | - | ½ | ½ | ½ | ½  | ½  | 1  | ½  | ½  | ½  | ½  | 1  | 1  | ½  | ½  | 11    |
| 7  | Yuri Sakharov       | 1 | ½ | 0 | 1 | ½ | ½ | - | ½ | 1 | 0  | 1  | 0  | 1  | ½  | 0  | ½  | ½  | 1  | 0  | 1  | 10½   |
| 8  | Viatcheslav Osnos   | 0 | ½ | ½ | ½ | ½ | ½ | ½ | - | ½ | ½  | 0  | 0  | 1  | ½  | 1  | ½  | ½  | 1  | ½  | 1  | 10    |
| 9  | David Bronstein     | ½ | 0 | 0 | ½ | ½ | ½ | 0 | ½ | - | ½  | 1  | ½  | ½  | ½  | ½  | ½  | ½  | ½  | 1  | 1  | 9½    |
| 10 | Vladimir Simagin    | ½ | ½ | 0 | 0 | ½ | ½ | 1 | ½ | ½ | -  | 0  | 0  | 0  | 1  | ½  | ½  | ½  | 1  | 1  | ½  | 9     |
| 11 | Anatoly Bykhovsky   | ½ | 0 | ½ | ½ | 0 | ½ | 0 | 1 | 0 | 1  | -  | ½  | 0  | 1  | ½  | ½  | ½  | 1  | 0  | 1  | 9     |
| 12 | Viktor Korchnoi     | 0 | 0 | 0 | 0 | ½ | 0 | 1 | 1 | ½ | 1  | ½  | -  | ½  | ½  | 0  | 1  | 0  | ½  | 1  | 1  | 9     |
| 13 | Abram Khasin        | 0 | 0 | 0 | 0 | ½ | ½ | 0 | 0 | ½ | 1  | 1  | ½  | -  | 0  | 1  | ½  | ½  | ½  | 1  | 1  | 8½    |
| 14 | Evgeni Vasiukov     | 0 | 0 | 1 | 0 | ½ | ½ | ½ | ½ | ½ | 0  | 0  | ½  | 1  | -  | 1  | ½  | ½  | ½  | ½  | 0  | 8     |
| 15 | Eduard Bukhman      | 0 | ½ | 0 | 0 | 1 | ½ | 1 | 0 | ½ | ½  | ½  | 1  | 0  | 0  | -  | 0  | 1  | ½  | 0  | 1  | 8     |
| 16 | Eduard Gufeld       | 0 | ½ | ½ | 0 | 0 | ½ | ½ | ½ | ½ | ½  | ½  | 0  | ½  | ½  | 1  | -  | 1  | 0  | ½  | ½  | 8     |
| 17 | Vladimir Ljavdansky | 0 | ½ | ½ | ½ | 0 | 0 | ½ | ½ | ½ | ½  | ½  | 1  | ½  | ½  | 0  | 0  | -  | ½  | 1  | ½  | 8     |
| 18 | Gennadi Kuzmin      | 0 | 0 | ½ | ½ | 0 | 0 | 0 | 0 | ½ | 0  | 0  | ½  | ½  | ½  | ½  | 1  | ½  | -  | 1  | 1  | 7     |
| 19 | Vladas Mikenas      | ½ | 0 | 0 | 0 | ½ | ½ | 1 | ½ | 0 | 0  | 1  | 0  | 0  | ½  | 1  | ½  | 0  | 0  | -  | ½  | 6½    |
| 20 | Vladimir Lepeshkin  | 0 | 0 | 0 | 1 | 0 | ½ | 0 | 0 | 0 | ½  | 0  | 0  | 0  | 1  | 0  | ½  | ½  | 0  | ½  | -  | 4½    |